# Le Castéra
Le Castéra é uma comuna francesa na região administrativa da Occitânia, no departamento do Alto Garona. Estende-se por uma área de 16.71 km², com 723 habitantes, segundo o censo de 2018, com uma densidade de 43 hab/km².